# Иксанова (деревня)
Иксанова — деревня, входящая в состав Усть-Багарякского сельского поселения Кунашакского района Челябинской области.
Деревня упоминается в источниках с 1765 года.

## География
Расположена в северо-восточной части района, на юго-запада берег болота (старого заросшего озера) Большой Акчакул. Расстояние до Кунашака — 79 км.

## Население
| 2002 | 2010 |
| ---- | ---- |
| 161  | ↘131 |

## Улицы
- Маянская улица
- Новая улица
- Центральная улица